# Friedrich-Wilhelm Schallwig
Friedrich-Wilhelm Schallwig (* 22. Oktober 1902 in Gottesberg, Landkreis Waldenburg i. Schles., Provinz Schlesien; † 1. September 1977 in Friedrichshafen) war ein deutscher Jurist und Politiker (BHE).

## Leben
Schallwig studierte Rechtswissenschaft an der Universität Marburg und gehörte seit 1924 der Burschenschaft Alemannia Marburg an. 1930 promovierte er über die „Frage der Beflaggung kommunaler Gebäude“ an der Universität Breslau. Seit 1932 war er Mitglied der NSDAP (Mitgliedsnummer 845.737). 1941 war er Angehöriger des zweiten Kommandos der Einsatzgruppe A in Lettland. Aufgabe dieser Verbände war die „Säuberung“ eroberter Gebiete an der Ostfront.
Im März 1944 ging Schallwig nach Budapest und wurde persönlicher Referent von Hans-Ulrich Geschke, dem Befehlshaber der dortigen Sicherheitspolizei, der auch Vorgesetzter von Adolf Eichmann war. 1944 wurde Schallwig Sturmbannführer und Kommandeur der Sicherheitspolizei im westungarischen Szombathely.
Schallwig wurde nach Kriegsende mehrmals vernommen, aber nie vor Gericht gestellt. Er war als Rechtsanwalt in Schramberg tätig und von 1953 bis 1954 Abgeordneter für den BHE im Landtag Baden-Württemberg und später Funktionär des Bundes der Vertriebenen. 1972 bis zu seinem Tode war er Chef der Landsmannschaft Schlesien in Baden-Württemberg. 1977 starb Schallwig bei einem Verkehrsunfall.